# Oxyacodon
Oxyacodon és un gènere extint de mamífers laurasiateris de la família dels periptíquids que visqueren a Nord-amèrica durant el Paleocè inferior, fa entre 63,3 i 66 milions d'anys. Se n'han trobat restes fòssils a Dakota del Nord, Montana, Nou Mèxic, Utah i Wyoming (Estats Units) i Saskatchewan (Canadà). Les espècies d'aquest grup eren un xic més petites que els seus parents propers del gènere Miniconus. Són el tàxon germà de Conacodon. El nom genèric Oxyacodon significa ‘dent punxeguda’.